# كارل لارسون (رسام)
كارل لارسون (بالسويدية: Karl Larsson)‏ هو نحات ورسام سويدي، ولد في 16 سبتمبر 1893، وتوفي في 1 يونيو 1967.